# Gordan Vidović
Gordan Vidović est un ancien footballeur belgo-bosnien, né le 23 juin 1968 à Sarajevo en Yougoslavie (aujourd'hui Bosnie-Herzégovine). Il représente la Belgique à 16 reprises entre 1997 et 1999, après avoir obtenu la nationalité belge.

## Biographie
Le premier club de Gordan Vidović est le  FK Igman d'Ilidža, banlieue de Sarajevo. Il est repéré par le FK Željezničar Sarajevo qu'il rejoint en 1988. Lorsque la guerre en Bosnie-Herzégovine commence, il rejoint le club suisse de FC Saint-Gall. 
Puis, il part en Belgique et joue au KVK Tirlemont puis au R Cappellen FC où il était le meilleur buteur du club. 
En 1995, il signe un contrat avec l'Excelsior Mouscron. Il joue 156 matchs et marque 33 buts pour l'Excel, club où il réalise ses meilleures performances. Initialement attaquant, il est reconverti en défenseur central par l'entraîneur Georges Leekens.
Lorsque Leekens est sélectionneur national, il le fait jouer pour l'équipe de Belgique à ce poste. Il joue 16 fois avec les Diables Rouges et fait partie de l'équipe de la Coupe du monde 1998.

## Palmarès
- international belge de 1997 à 1999 (19 sélections pour 16 caps)